# 彭宁离子阱
彭宁离子阱是一个可以储存带电粒子的装置，它使用均匀轴向磁场和不均匀四极电场束缚离子。特别适合于精确测量离子和稳定的亚原子粒子的特性。为了测量电子磁矩，人们利用这种装置制造并研究了Geonium原子。根据最新进展，通过捕获量子比特，彭宁离子阱有希望实现量子计算和量子信息处理。彭宁离子阱被全球各大实验室广泛采用。比如在欧洲核子研究中心（CERN）反质子的储存就是使用的这种方法。

## 历史
汉斯·德默尔特于1959年建造了第一个离子阱，其靈感來自於弗兰斯·米歇尔·彭宁，彭宁建造的真空计放置于磁场中，放电管中电流大小会正比于压力。 根据德默尔特的自传描述：
 "I began to focus on the magnetron/Penning discharge geometry, which, in the Penning ion gauge, had caught my interest already at Göttingen and at Duke. In their 1955 cyclotron resonance work on photoelectrons in vacuum Franken and Liebes had reported undesirable frequency shifts caused by accidental electron trapping. Their analysis made me realize that in a pure electric quadrupole field the shift would not depend on the location of the electron in the trap. This is an important advantage over many other traps that I decided to exploit. A magnetron trap of this type had been briefly discussed in J.R. Pierce's 1949 book, and I developed a simple description of the axial, magnetron, and cyclotron motions of an electron in it. With the help of the expert glassblower of the Department, Jake Jonson, I built my first high vacuum magnetron trap in 1959 and was soon able to trap electrons for about 10 sec and to detect axial, magnetron and cyclotron resonances. " – H. Dehmelt
（我开始专注于彭宁电离压力计中的磁控管/彭宁放电的几何结构，其实我在哥廷根还有杜克大学的时候就已经感兴趣了，他们1955年在vacuum Franken”和“Liebes”上进行有关光电子的回旋共振的工作显示了由于意外的电子俘获导致的没有遇见的频率偏移。他们的分析使我认识到，在纯的四极电场中，偏移将不依赖于在电子在离子阱中的位置。这种优势很明显区别于其他离子阱，所以我决定利用它。 1940年，J.R. Pierce在他的书里讨论过这种类型的磁控管阱，我对其中电子的轴向运动，磁控运动和回旋运动做了一个简单描述。通过系里一个玻璃制作专家，Jake Jonson，我在1959年制作了第一个真空磁控阱，这个装置可以将电子捕获10秒左右的时间，并且可以测量电子的轴，磁控管还有回旋共振。）
汉斯·德默尔特因为离子阱技术的贡献分享了1989年的诺贝尔物理学奖。

## 原理

彭宁离子阱使用了轴向的强匀磁场来限制粒子的径向轨迹，用四极电场来限制轴向轨迹。使用三个一组的电极产生的静电势： 一个环形电极和两个末端电极。 在一个理想的彭宁离子阱中，环和末端旋转拉伸出来的双曲面。在捕获正（负）离子的情况下，末端电极相对于环被维持在正（负）电位。这种电势在产生势阱产生了一个“鞍点”，因此将离子限制在轴向的中心。电场使得离子在轴向中心运动的时候不断振荡（理想状态下振荡成简谐运动）。配合电场使用的磁场使得带电粒子在径向平面的运动中画出一个外旋轮线。

径向平面内的一个经典轨迹

## 傅立叶变换质谱
傅里叶变换离子回旋共振质谱法（也称为傅里叶变换质谱法）是一种用于测量离子的质荷比（m/ z）的质谱方法，该方法利用回旋频率和一个固定磁场来确定。